# کارخانه چوب‌بری

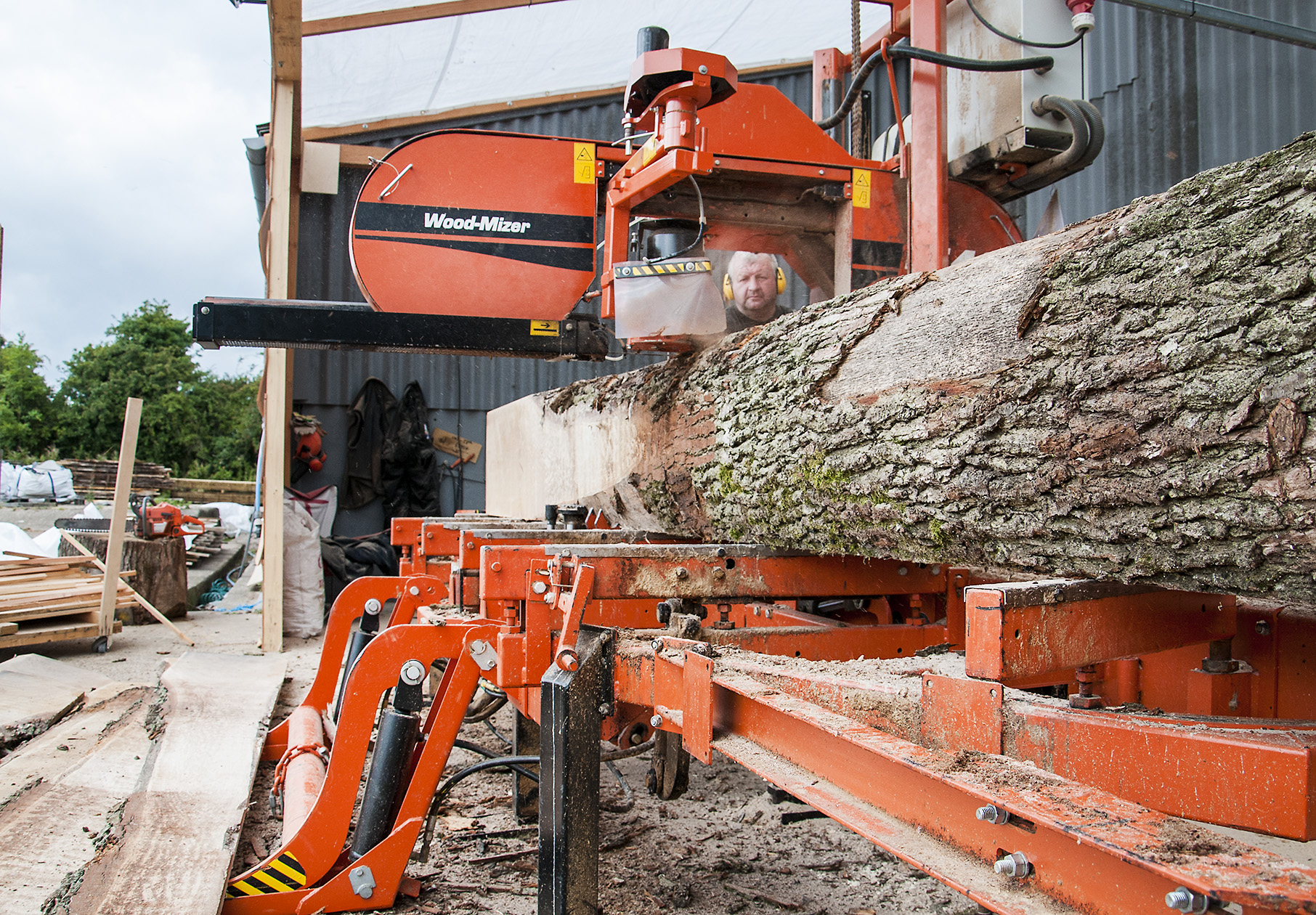
برش تنه درختان و تبدیل آن به الوار در کارخانه چوب‌بری قابل حمل

کارخانه چوب‌بری یا کارخانه اره کشی (به انگلیسی: Sawmill) کارخانه‌ای است که در آن تنه درختان برش داده شده و به الوار تبدیل می شود. در کارخانه های چوب‌بری مدرن از اره های برقی برای برش چوب در طول و عرض استفاده می شود تا قطعات چوب با اندازه های استاندارد ساخته شود.